# Adam, Tjeckien
Adam är en kulle i Tjeckien. Den ligger i länet Pardubice, i den östra delen av landet. Toppen ligger 765 meter över havet.